# Paul Miller (jégkorongozó)
Paul Edward Miller (Billerica, Massachusetts, 1959. augusztus 21. –) amerikai profi jégkorongozó.

## Pályafutása
Komolyabb karrierjét az egyetemen kezdte a Boston University Terriersben ahol 1977 és 1980 között játszott. Az egyetem után az IHL-ben kezdte felnőtt karriejét Flint Generalsban. 1980–1981-ben az EHL-ben a Syracuse Hornetsben és a Richmond Riflesben játszott. 1981–1982-ben bemutatkozott az NHL-ben a Colorado Rockiesban. Három mérkőzésen játszott és három gólpasszt adott de soha többé nem játszhatott az NHL-ben. Ezután a CHL-es Fort Worth Texansban játszott. Szerepelt az 1982-es jégkorong-világbajnokságon. 1982–1983-ban játszott a CHL-es Wichita Windben és az AHL-es Moncton Alpinesban. A következő idényben szerepelt a Muskegon Mohawksban (IHL), Moncton Alpinesban és a Milwaukee Admiralsban (IHL). Ezután visszavonult.